# Desechos metabólicos
Los desechos o excrementos metabólicos son sustancias sobrantes de los procesos metabólicos (como la respiración celular) que el organismo no puede utilizar (son excedentes o tóxicos) y, por lo tanto, deben excretarse. Esto incluye compuestos de nitrógeno, agua, CO2, fosfatos, sulfatos, etc. Los animales tratan estos compuestos como excretados. Las plantas tienen "maquinaria" química que transforma algunos de ellos (principalmente los compuestos de nitrógeno) en sustancias útiles, y Brian J. Ford ha demostrado que las hojas abscisas también transportan los desechos de la planta madre. De esta manera, Ford   argumenta que la hoja de cobertizo actúa como un excretor (un órgano que transporta productos excretores). 
Todos los desechos metabólicos se excretan en forma de soluciones acuosas a través de los órganos excretores (nefridios, tubos de Malpighi, riñones), con la excepción del CO2, que se excreta junto con el vapor de agua a través de los pulmones. La eliminación de estos compuestos permite la homeostasis química del organismo. 

## Residuos de nitrógeno
Los compuestos de nitrógeno a través del cual se elimina el exceso de nitrógeno a partir de organismos se denominan desechos nitrogenados. Son amoníaco, urea, ácido úrico y creatinina. Todas estas sustancias se producen a partir del metabolismo de las proteínas. En muchos animales, la orina es la principal vía de excreción de dichos desechos; en algunos, lo son las heces. 

### Amonotelismo
El amonotelismo es la excreción de amoníaco e iones de amonio. El amoníaco (NH3) se forma con la oxidación de los grupos amino (- NH2), que se eliminan de las proteínas cuando se convierten en carbohidratos. Es una sustancia muy tóxica para los tejidos y extremadamente soluble en agua. Solo se elimina un átomo de nitrógeno con él. Se necesita mucha agua para la excreción de amoníaco, se necesitan aproximadamente 0,5 L de agua por 1 g de nitrógeno para mantener los niveles de amoníaco en el líquido excretor por debajo del nivel en los fluidos corporales para evitar la toxicidad. Por lo tanto, los organismos marinos excretan amoníaco directamente en el agua y se denominan amonotélicos. Los animales amonotelicos incluyen protozoos, crustáceos, platelmintos, cnidarios, poríferos, equinodermos y otros invertebrados acuáticos.

### Ureotelismo
La excreción de urea se llama ureotelismo. Los animales terrestres, principalmente anfibios y mamíferos, convierten el amoníaco en urea, un proceso que ocurre en el hígado y los riñones. Estos animales se llaman ureotélicos. urea es un compuesto menos tóxico que el amoníaco; dos átomos de nitrógeno se eliminan a través de él y se necesita menos agua para su excreción. Se requieren 0.05 L de agua para excretar 1 g de nitrógeno, aproximadamente solo el 10% de lo requerido en organismos amonotelicos. 

### Uricotelismo
Uricotelismo es la excreción de exceso de nitrógeno en forma de ácido úrico. Los animales uricotélicos incluyen insectos, pájaros y la mayoría de los reptiles. Aunque requiere más energía metabólica para producir que la urea, la baja toxicidad y la baja solubilidad en agua del ácido úrico permiten que se concentre en un pequeño volumen de suspensión blanca pastosa, en comparación con la orina líquida de los mamíferos.

## Agua y gases
Estos compuestos se forman durante el catabolismo de carbohidratos y lípidos en las reacciones de condensación, y en algunas otras reacciones metabólicas de los aminoácidos. El oxígeno es producido por las plantas y algunas bacterias en la fotosíntesis, mientras que el CO2 es un producto de desecho de todos los animales y plantas. Los gases de nitrógeno son producidos por bacterias desnitrificantes y como un producto de desecho, y las bacterias para la descomposición producen amoníaco, al igual que la mayoría de los invertebrados y vertebrados. El agua es el único desecho líquido de animales y plantas fotosintéticas.

## Sólidos
Los nitratos y nitritos son desechos producidos por bacterias nitrificantes, al igual que el azufre y los sulfatos son producidos por las bacterias reductoras de azufre y las bacterias reductoras de sulfato. Los desechos de hierro insoluble pueden ser producidos por bacterias de hierro mediante el uso de formas solubles. En las plantas, las resinas, grasas, ceras y productos químicos orgánicos complejos se exudan de las plantas, por ejemplo, el látex de los árboles de caucho y los algodoncillos. Los productos de desecho sólidos pueden fabricarse como pigmentos orgánicos derivados de la descomposición de pigmentos como la hemoglobina, y las sales inorgánicas como los carbonatos, bicarbonatos y fosfato, ya sea en forma iónica o molecular, se excretan como sólidos.
Los animales eliminan los desechos sólidos como heces. 